# Całkowita kontrola przestrzeni powietrznej
Całkowita kontrola przestrzeni powietrznej – najbardziej korzystny stan kontroli w powietrzu. Przez NATO i Departament Obrony USA jest definiowany jako „taki stopień przewagi powietrznej, gdzie siły powietrzne wroga są niezdolne do efektywnego ingerowania”.
Wyróżniamy trzy poziomy kontroli w powietrzu. Całkowita kontrola przestrzeni powietrznej jest najwyższą, oznaczającą pełna kontrolą przestworzy. Następna jest przewaga powietrzna – zajmowanie korzystniejszej od przeciwnika pozycji. Równowaga powietrzna jest najniższym poziomem kontroli, oznaczającą panowanie w powietrzu tylko nad pozycjami sojuszniczych wojsk.